# Nepytia juabata
Nepytia juabata är en fjärilsart som beskrevs av Samuel E. Cassino och Louis W. Swett 1922. Nepytia juabata ingår i släktet Nepytia och familjen mätare. Inga underarter finns listade i Catalogue of Life.